# Clever Sleazoid
Clever Sleazoid – singel zespołu Dir En Grey wydany w 2005 roku. Autorem tekstów jest Kyo. Tytułowy utwór poprzedzają trzy koncertowe nagrania piosenek z albumu Withering to Death. Nowa wersja Clever Sleazoid znajduje się na albumie The Marrow of a Bone.

## Lista utworów
Autorem tekstów jest Kyo. 
1. CLEVER SLEAZOID (2:55)
2. C [Live]  (3:44)
3. GARBAGE [Live] (2:58)
4. dead tree [Live] (5:02)